# Neivamyrmex modestus
Neivamyrmex modestus é uma espécie de formiga do gênero Neivamyrmex.